# توسان روج
توسان روج ((بالإنجليزية: Red All-Saints' Day)‏، والمعروفة أيضًا باسم Toussaint Sanglant) هو الاسم الذي يُطلق على سلسلة من الهجمات التي وقعت في 1 نوفمبر 1954 في المهرجان الكاثوليكي لـعيد جميع القديسين في الجزائر المستعمرة من فرنسا. وعادة ما يقال أنها كانت تاريخ بدء ثورة التحرير الجزائرية التي استمرت حتى عام 1962 وأدت إلى استقلال الجزائر عن فرنسا.

## هجمات توسان روج
بين منتصف الليل والثانية صباحًا من يوم عيد جميع القديسين، تم شن 30 هجمة فردية من جانب مقاتلي جبهة التحرير الوطني ضد الشرطة وأهداف عسكرية في جميع أنحاء الجزائر المستعمرة من فرنسا. وقُتل سبعة أشخاص في الهجمات؛ جميعهم كانوا من المستعمرين الفرنسيين البيض ماعدا اثنين.

## رد الفعل في باريس
بعد سماع الهجمات، أرسل فرانسوا ميتران، الرئيس المستقبلي لفرنسا - ثم وزير الداخلية، سريتين (600 رجل) من سريات الأمن الجمهوري (CRS) إلى الجزائر. وقد وصل ما مجموعه ثلاث سريات من جنود المظلات بين الأول والثاني من نوفمبر.
وفي 12 نوفمبر 1954، أعلن بيير منديس فرانس، رئيس المجلس الفرنسي للوزراء أن لن يتم التسامح مع منفذي الهجمات خلال كلمة ألقاها أمام الجمعية الوطنية.
One does not compromise when it comes to defending the internal peace of the nation, the unity and integrity of the Republic. The Algerian departments are part of the French Republic. They have been French for a long time, and they are irrevocably French.&nbsp;... Between them and metropolitan France there can be no conceivable secession.

زودت حكومة منديس الفرنسية من عدد الجنود في الجزائر من 56000 إلى 83000 رجل للتعامل مع الوضع في جبال الأوراس - "المعقل الرئيسي للتمرد"، على الرغم من أن إرسال المجندين للجزائر لم يحدث إلا بعد عام واحد بعد “Journée des tomates” (حرفيًا: يوم الطماطم) في 6 فبراير 1956 في ظل حكومة موليه.

## رد فعل العامة
على الرغم من رد الفعل السياسي، لم تجد هجمات توسان روج الكثير من التغطية في وسائل الإعلام الفرنسية. حيث نشرت الصحيفة الفرنسية اليومية لوموند أقل من عمودين قصيرين على الصفحة الأولى.